# داني غروفز
داني غروفز (بالإنجليزية: Danny Groves)‏ (10 ديسمبر 1990 بدارلينغتون في المملكة المتحدة - ) هو لاعب كرة قدم بريطاني في مركز الوسط. لعب مع نادي بليث سبارتانز وسبنيمور تاون ‏ ودارلينجتون إف سى.

## وصلات خارجية
- داني غروفز على موقع قاعدة بيانات كرة القدم.إي يو (الإنجليزية)
- داني غروفز على موقع Soccerbase.com (لاعب) (الإنجليزية)
- داني غروفز على موقع Soccerway.com (الإنجليزية)